# Remmels
Remmels er en kommune og en by i det nordlige Tyskland, beliggende i Amt Mittelholstein i den sydlige del af Kreis Rendsborg-Egernførde. Kreis Rendsborg-Egernførde ligger i den centrale del af delstaten Slesvig-Holsten.

## Geografi
Remmels ligger omkring 26 km vest for Neumünster og 20 km syd for Rendsborg i Naturpark Aukrug. Kommunen krydses af Bundesstraße 77 fra Rendsborg mod Itzehoe, og et stykke syd for kommunen løber Bundesstraße 430 fra Neumünster mod Meldorf.